# Liste der Heiligen Dorne
Die Liste der Heiligen Dorne enthält die Auflistung der überlieferten Dorne, d. h. sogenannter Heiliger Dorne, die angeblich aus der Dornenkrone Jesu Christi stammen sollen. Diese Liste ist nicht vollständig, soll aber bei neuen Funden ständig erweitert werden.
| Nummer | Ort des Dorns            | Land        | Standort                                                                        | Besonderheiten |
| ------ | ------------------------ | ----------- | ------------------------------------------------------------------------------- | --- |
| 1      | Rostock                  | Deutschland | Kloster zum Heiligen Kreuz                                                      | Dauerausstellung, Dieser Dorn ist noch heute zu besichtigen. Der Dorn stammt aus dem Schweriner Dom, obwohl andere Quellen angeben, dass die Königin von Dänemark den Dorn als Reliquie von ihrer Pilgerfahrt mitgenommen hatte. |
| 2      | Andechs                  | Deutschland | Kloster Andechs                                                                 | Im Kloster Andechs befindet sich ein Dornenzweig, der während der Kreuzzüge zum Kloster gebracht worden sein soll. Dieses wird in den Andechser Legenden beschrieben. |
| 3+4    | Bamberg                  | Deutschland | Bamberger Dom                                                                   | Zwei Dornen befinden sich in der Nagelkapelle des Doms. Der Überlieferung nach hatte die Mutter Kaiser Konstantins, die heilige Helena, die Dornen in Jerusalem aufgefunden. |
| 5      | Donauwörth               | Deutschland | Donauwörth: siehe auch Kloster Heilig Kreuz                                     | Das Kloster wurde 1040 gegründet, die geistliche Gründungsgabe war auch ein Teil vom Kreuz Christi, das der Klostergründer Mangold I. von Werd als Gesandter des deutschen Kaisers in Konstantinopel erhielt. |
| 6      | Elchingen, Oberelchingen | Deutschland | St. Peter und Paul                                                              | In der Klosterkirche St. Peter und Paul befindet sich ein Dorn, der 1650 von der dortigen Bruderschaft Zu den sieben Schmerzen Mariens erworben wurde. |
| 7      | Halberstadt              | Deutschland | Dom zu Halberstadt                                                              | Im Dom zu Halberstadt wird ein Dorn unter geschliffenem Bleiglas aufbewahrt. |
| 8      | Trier                    | Deutschland | Trierer Dom                                                                     | Im Trierer Dom wird neben anderen Reliquien, z. B. dem heiligen Rock, auch ein Dorn aufbewahrt. |
| 9      | London                   | England     | Britisches Museum                                                               | Ein berühmtes Reliquiar ist das gegen 1370 angefertigte Heilig-Dorn-Reliquiar im Britischen Museum in London. |
| 9      | Türnitz                  | Österreich  | Zisterzienserkirche von Heiligenkreuz                                           | Türnitz |
| 10     | Andria                   | Italien     | Kathedrale von Andria                                                           | siehe auch Richard von Andria |
| 11     | San Giovanni Bianco      | Italien     | San Giovanni Bianco                                                             | siehe auch Vistallo Zignoni |
| 12     | Vicenza                  | Italien     | Chiesa di Santa Corona, Kapelle des Heiligen Dorns (Cappella della Sacra Spina) | Die Reliquie gelangte 1260 als Geschenk Ludwigs des Heiligen an den Bischof Bartolomeo da Breganze nach Vicenza. Ab 1261 wurde für sie die Kirche Santa Corona errichtet. Das Reliquiar aus dem 13. Jahrhundert (später verändert) wird jetzt wieder in der Kapelle aufbewahrt und gezeigt. |
| 13     | Pisa                     | Italien     | Chiesa di Santa Chiara                                                          | Die seit 1333 in der Kirche Santa Maria della Spina (Heilige Maria vom Dorn) aufbewahrte Reliquie wurde im 19. Jahrhundert nach Santa Chiara übertragen. |
| 15     | Paris                    | Frankreich  | Notre Dame                                                                      | Die als La Sainte Couronne bezeichnete heilige Dornenkrone verfügt über eine große Anzahl von Dornen. |
| 15     | Mula                     | Spanien     | Kloster de la Encarnación                                                       | Die Region Caravaca de la Cruz in der südspanischen Mittelmeerregion Murcia gehört neben Jerusalem, Santo Toribio de Liébana, Rom und Santiago de Compostela zu den einzigen fünf Pilgerorten der Welt, die ein Heiliges Jahr feiern dürfen. In Mula befindet sich neben dem Dorn auch Splitter des Jesus-Kreuzes, eine Stück Seil, mit der Jesus ans Kreuz gebunden wurde, und ein Stein vom Kreuzigungsort. |
| 16     | Köln                     | Deutschland | Kolumba                                                                         | Kolumba ist das Kunstmuseum des Erzbistums Köln. Dort wird ein gotisches Reliquienkreuz mit Dorn der Dornenkrone ausgestellt. |
| 17     | Pittsburgh               | USA         | Saint Anthony’s Chapel                                                          | Verfügt nach eigenen Angaben über die meisten Reliquien außerhalb des Vatikans. |
| 18     | Wevelgem                 | Belgien     | Sint-Hilariuskerk, St.-Hilarius-Kirche                                          | Die Kirche wurde erstmals 1222 erwähnt, 1578 wurde diese Kirche von Bilderstürmern in Brand gesetzt und blieb 20 Jahre lang in Trümmern. Danach erfolgte wieder ein Aufbau. 1877 wurde die Kirche abgerissen und durch ein neues Gebäude ersetzt. |
| 19     | Gent                     | Belgien     | St. Michaelskirche                                                              | Der Dorn wurde von Mary I of Scotland 1619 als Geschenk des Erzherzogspaars Albert und Isabella in die Kirche gebracht. |
| 20     | Zlatá Koruna             | Tschechien  | Kloster Koruna                                                                  | Gegründet wurde das Kloster im Jahre 1263 von Przemysl Ottokar II. Der ursprüngliche Name war Sancta Corona Spinea – die Heilige Dornenkrone (der König habe dem Kloster einen Dorn aus der Krone Christi gegeben). Anfang des 14. Jahrhunderts wurde das Kloster auf Zlatá Koruna – Goldenkron umbenannt. Im Kloster befindet sich ein heiliger Dorn. |
| 21     | Prag                     | Tschechien  | Veitsdom                                                                        | In der Wenzelskrone eingearbeitet befindet sich ein heiliger Dorn. Die Krone ist die Königskrone des Königreichs Böhmen und Symbol für die Länder der böhmischen Krone. Sie ist der älteste Bestandteil der böhmischen Krönungsinsignien. |
| 22     | München                  | Deutschland | Marienplatz                                                                     | In der Krone der Marienstatue befindet sich ein heiliger Dorn. Der Wittelsbacher Kurfürst Maximilian I. (1573 bis 1651) ließ ihn in die Krone des Standbilds der Patrona Bavariae einfügen, das seit 1638 auf dem Marienplatz in München steht. |
| 23     | Valencia                 | Spanien     | Kathedrale von Valencia                                                         | Jaime I. erhielt von König Ludwig IX. von Frankreich einen Dorn aus Jesu Dornenkrone, der noch heute in der Kathedrale von Valencia zu sehen ist. Die Kathedrale wurde von den Siegern eines Kampfes von 1238 auf den Grundmauern der Hauptmoschee errichtet, die wiederum auf den Fundamenten einer Kathedrale der Goten ruhen, die auf einen römischen Jupiter-Tempel gebaut wurden. Der Dorn und der Heilige Gral, der von Huesca später nach Valencia kam und Jaimes Verbindung zu den Tempelrittern bezeugen soll, sind für Valencias Christen bis heute die Insignien ihres Sieges. |
| 24     | Schmelz-Primsweiler      | Deutschland | St-Barbara-Kapelle                                                              | Der Dorn wurde von der Hälfte des im Vatikan befindlichen Kranzes durch den Kardinal von Mechelen Victor August Isidorus Dechamps abgetrennt. Mit der Reliquie existiert ein Kardinalssiegel, welches als Echtheitsnachweis der Reliquie dient. Das Relikt war ein Geschenk für seine Familie in Gent, von deren Nachkommen kam das Stück in das Saarland. Eine kostenlose Besichtigung is an jedem Karfreitag von 9–21 Uhr in der St-Barbara-Kapelle, Schmelz-Primsweiler, Böschenstraße 11, Saarland, möglich. |
| 25     | Müstair                  | Schweiz     | Benediktinerinnenkloster St. Johann                                             | Das Benediktinerinnenkloster St. Johannes Baptist in Müstair im Münstertal im Schweizer Kanton Graubünden wurde von Karl dem Großen gestiftet. Es wird angenommen, dass die Reliquien bereits zu seiner Zeit (Ende des 8. Jahrhunderts) im originalen Altar der Kapelle Platz gefunden hatten, 1502 neu verpackt und bei der Neuweihe wieder in den Altar eingemauert wurden. Jüngst fanden Restauratoren die Reliquien im Altar. Im Klosterarchiv befindet sich eine Abschrift, welche die Reliquien auflistet und ihre Authentizität bezeugt. Laut diesem am 2. August 1502 datierten Schriftstück enthält das Gefäß von der Größe eines Marmeladenglases einen Splitter aus Christi Kreuz, eine Dorne seiner Dornenkrone sowie Reliquien von Johannes dem Täufer und weiterer Heiliger. |
| 26     | Wien                     | Oesterreich | Kunsthistorisches Museum, Kaiserliche Schatzkammer Wien Raum II                 | Dorn befindet sich in einem Gefäß mit Gold, teilweise emailliert, teilweise bemalt, Silber, vergoldet, mit Diamanten, Rubine, Smaragde, Perlen, Bergkristall |